# Maria Rosa
Maria Rosa és un drama social i amorós en tres actes d'Àngel Guimerà aparegut el 1894. És una de les peces teatrals més celebrades del dramaturg català, juntament amb Terra baixa, Mar i cel i La filla del mar, i ha tingut diverses versions cinematogràfiques.
S'inspira en una història real que succeí a la localitat de Solivella, a la Conca de Barberà, a mitjan segle xix durant la construcció de la carretera que travessa la vila. La història real fou explicada per una descendent de la família de la Maria Rosa de Cal Ros durant el programa Divendres de TV3 el 12 de febrer de 2014.

## Representacions
Escrit en prosa especialment per a l'actriu madrilenya María Guerrero, fou estrenat el 24 de novembre d'aquell any al teatre Novetats de Barcelona, amb direcció d'Enric Borràs i amb Concepció Ferrer com a protagonista; simultàniament, al Teatro Español de Madrid se n'estrenava la versió castellana de José Echegaray, protagonitzada per María Guerrero. Ha estat traduïda també a l'anglès, el francès, l'italià, l'alemany, el txec, el portuguès i el sicilià. De seguida passà a formar part del repertori de la companyia Guerrero-Díaz de Mendoza, fet que comportà que l'obra jugués un paper important en la renovació del teatre espanyol de finals del segle xix. Es van dur a terme altres traduccions: a l'anglès, al francès, a l'italià, al txec, al portuguès i al sicilià, paral·lelament al resultat del ràpid ressò que Maria Rosa obtingué a Europa i a Amèrica.
Entre les representacions més recents, destaca l'esdevinguda al Teatre Nacional de Catalunya del març al maig del 2004, dirigida per Àngel Alonso i protagonitzada per Marta Calvó (més tard substituïda per Rosa Renom perquè Calvó s'incorpora al rodatge d'un film) i Lluís Soler, que després va girar per diverses ciutats catalanes.
La temporada 2015-2016 es va estrenar de nou al Teatre Nacional de Catalunya, a la sala petita, una versió contemporània del clàssic, dirigida i adaptada per Carlota Subirós i protagonitzada per Mar del Hoyo com a Maria Rosa i Borja Espinosa com a Marçal, que també farà gira per Catalunya.

## Sinopsi
La trama de l'obra descriu les intrigues, les tràgiques passions amoroses i les pulsions sexuals reprimides en el triangle que formen la Maria Rosa, l'Andreu i en Marçal, tres peons caminers que es coneixen en les feines de construcció de la carretera. La Maria Rosa, que es casarà amb l'Andreu, veurà com el seu marit és acusat de la mort del capatàs i enviat a una presó d'Àfrica, on morirà. Més endavant el Marçal, el culpable real de l'assassinat, aconsegueix de casar-se amb la vídua, desig que covava des que es van conèixer. Quan la Maria Rosa sàpiga la veritat es produirà el desenllaç fatal.

## Repartiment de l'estrena
- Maria Rosa: Concepció Ferrer.
- Tomasa: Concepció Palà.
- Marçal: Enric Borràs.
- Quirze: Vicent Daroqui.
- Badori: Enric Giménez.
- Gepa: Jaume Virgili.
- Calau: Enric Guitart.
- Xic: Joan Llonch
- Homes i dones del poble.
- Direcció artística: Enric Borràs

## Repartiment de Maria Rosa Teatre Nacional de Catalunya Temporada 2003-2004
- Maria Rosa: Marta Calvó, sunstituïda del 4 al 16 de maig per Rosa Renom.
- Tomasa: Maife Gil.
- Marçal: Lluís Soler.
- Quirze: Artur Trias.
- Badori: Fèlix Pons.
- Gepa: Pep Torrents.
- Calau: Joan Cusó.
- Xic: Alfons Guirao
- Roc:Genís Hernàndez
- Dona Roc:Montserrat Masó
- Noi treballador:Marc Homs

- Direcció artística: Àngel Alonso

## Repartiment de Maria Rosa Teatre Nacional de Catalunya Temporada 2015-2016
- Maria Rosa: Mar del Hoyo.
- Tomasa: Lluïsa Castell.
- Marçal: Borja Espinosa.
- Quirze: Manel Sans.
- Badori: Albert Ausellé.
- Gepa: Francesc Lucchetti.
- Calau: Jordi Figueras.
- Xic: Sergi Gibert
- Roc:Adrià Díaz
- Joan:Toni Guillemat
- Rafel:Salvador Miralles
- Direcció artística: Carlota Subirós

## Adaptacions cinematogràfiques
- 1908, Maria Rosa, direcció de Fructuós Gelabert i Joan Maria Codina. Films Barcelona. Curtmetratge (18 min). Muda. B/n. 35 mm. Protagonitzada per Llorença Adrià.
- 1913, Lluita de cors, direcció de Joan Maria Codina. Films Barcelona. Curtmetratge (40 min). Muda. B/n, 35 mm. Protagonitzada per Carlota de Mena.
- 1916, Maria Rosa, direcció de Cecil B. DeMille (EUA). Paramount. Llargmetratge (50 min). Muda. B/n. 35 mm. Protagonitzada per Geraldine Farrar.
- 1944, Orosia, direcció de Florián Rey. Iberia Films. Llargmetratge (77 min). Parlada en castellà. B/n, 35 mm. Protagonitzada per Blanca de Silos.
- 1946. direcció de Luis Moglia (Argentina). San Miguel. Llargmetratge (80 min). Parlada en castellà. B/n. 35 mm. Protagonitzada per Amelia Bence.
- 1964, direcció d'Armand Moreno. Cine Film. Llargmetratge (127 min la versió parlada en català i 97 min la versió en castellà). B/n. 35 mm. Protagonitzada per Núria Espert i Francisco Rabal.